# Soini
Soini è un comune finlandese di 1942 abitanti, situato nella regione dell'Ostrobotnia Meridionale.
Qui nacque l'atleta Aulis Akonniemi.